# 武文良
武文良（越南语：／；1833年—？），越南阮朝官員。
武文良是廣治道登昌縣碧羅總兜涇社（今屬廣治省肇豐縣）人，明命十四年（1833年）出生。嗣德十八年（1868年），武文良考中會試次中格第二名，殿試考中第三甲同武進士出身，是該科第二名，官京畿武生衛四隊隊長。